# Christian Rovsing
Christian Foldberg Rovsing (geboren am 2. November 1936 in Rødovre) ist ein dänischer Ingenieur, Geschäftsmann und Mitglied des Europa-Parlaments für die Konservative Folkeparti 1989–2004 und 2007–2009.

## Familie
Eltern: Direktor, Diplomingenieur Johannes Rovsing (1909–1982) und Edith Foldberg (1908–1991). Verheiratet 1978 mit der Tierärztin Kristine Elbæk.

## Beruflicher Werdegang
Chr. F. Rovsing machte 1955 sein Abitur und wurde 1961 cand. polyt. an Dänemarks Technischer Universität. Während der Studienzeit war er 1959–1960 Vorsitzender des Polytechnischen Vereins und Aufsichtsratsmitglied des Polytechnischen Buchhandels ud Verlags ab 1960.
Er arbeitete für IBM in Schweden, USA und Frankreich 1961-63. 1963 gründete er die Firma Christian Rovsing A/S im Keller seiner Eltern. Die Firma spezialisierte sich auf Datenkommunikation, EDV-Systeme und Elektronik im Raumfahrtsbereich. Die Firma, die 1981 600 Mitarbeiter beschäftigte, hat die amerikanische Raumfahrtsverwaltung und die europäische Raumfahrtorganisation ESA beliefert. Rovsing ist auch Direktor der Firma Advanced Computing Center A/S.
Die Firmen waren weltweit konkurrenzfähig, z. B. gewann Rovsing 1975 einen Vertrag zur Bearbeitung und Archivierung der Daten des Wettersatelliten Meteosat, was zu dem Bau der Computer CR80 führte, von dem bis 1981 mehr als 500 Stück verkauft wurden.
1984 meldete Christian Rovsing A/S Konkurs an. Rovsing setzte als Direktor der Firma Chr. F. Rovsing A/S fort. Außerdem ist er von 1989 bis 1992 Direktor der Mobicom A/S und 1994–2000 Aufsichtsratsvorsitzender der Danionics A/S und ab 1998 Vorsitzender der Rovsing Management A/S gewesen.
Um 1970 wurde er als Raumfahrtsexperte im Fernsehen während der Mondlandungen bekannt. Ihm wurde 1982 der Technologiepreis und 1984 die IEEE Centennial Medal verliehen. Christian Rovsing ist Protektor des Vereins Experimenterende Dänische Radioamateure und Ehrenmitglied der Dänischen Gesellschaft für Raumfahrtforschung.

## Politische Laufbahn
Als gebürtiger Rødovrer war Rovsing von 1966 bis 1972 Mitglied des Gemeinderats von Rødovre und 1974–1978 Mitglied des Amtsrats von Kopenhagen, gewählt als Mitglied der Konservativen Folkeparti (Volkspartei).
Nach einigen Jahren ohne politische Ämter wurde er 1987–1990 Suppleant für das Folketing. 1989 wurde er in das Europa-Parlament gewählt, wo er bis 2004 aktives Mitglied war. Bei der Wahl 2004 wurde er als Suppleant für Gitte Seeberg gewählt, für die er im November 2007 eintrat, als sie ins Folketing gewählt wurde. Im Europaparlament war er Mitglied des Außenpolitischen Ausschusses und der Delegationen für die Verbindungen mit den Golfstaaten, hierunter Yemen.